# 井荻駅
井荻駅（いおぎえき）は、東京都杉並区下井草五丁目にある、西武鉄道新宿線の駅である。駅番号はSS11。

## 歴史
- 1927年（昭和2年）4月16日 - 開業。
- 1963年（昭和38年）10月21日 - 構造を島式ホーム1面2線から、島式ホーム1面2線と単式ホーム1面1線に変更、電車の追い越しを可能とする[1]。
- 1993年（平成5年） - 回数券発売対応マップ型自動券売機1機設置。
- 1996年（平成8年） - 南口旧駅舎解体開始。
- 1997年（平成9年）5月13日 - 南口新駅舎・自動改札機使用開始。
- 1998年（平成10年）3月14日 - 相対式ホーム2面3線に変更。同時に構内踏切廃止[1]。
- 1999年（平成11年） - 北口新駅舎使用開始。
- 2000年（平成12年） - パスネット導入に伴い、自動改札機更新。
- 2014年（平成26年） - 自動改札機更新。

## 駅構造
相対式ホーム2面3線を有する地上駅。中央に通過線があり通過列車の待避が可能で、配線的には下りも待避可能な構造となっているが、実際に待避が行われるのは上りのみで、現在では下りの待避は原則的になく(1980年3月改正時点では休日に三回のみ待避の設定があった)、2つ隣の鷺ノ宮駅や上石神井で緩急接続または追い越しを行う 。下りが待避を行う場合には各駅停車が下り本線に停車し、通過電車が上り本線に分岐して通過していた。ホーム有効長は上りホームは8両編成、下りホームは8両編成以上である。

### 駅の改築
1963年10月21日から1998年3月13日までは1面2線の島式ホーム（上り）と1面1線の単式ホーム（下り）を有する構造で、上りホームから駅舎（現在の南口）へは構内踏切を通行する必要があった。このため、駅の北側から上り電車に乗車するには、一旦東京都道311号環状八号線（環八通り）の踏切を渡って駅の南側に出てから改札を通り、今度は構内踏切を渡って線路の北側へ戻るといった不便を強いられていた。当時、立体化工事が行われるまでは環八通りでも有数の開かずの踏切であり、数キロにわたる酷い交通渋滞が20年以上続いており、強く問題視されていた（井荻トンネル参照）。
その後、踏切事故防止とホーム移設を伴う北口の開設といった改良工事が実施され、1997年5月13日に新駅舎（現在の南口）が完成した。上りホームが移設され、北口が新設されるとともに各ホームを連絡する跨線橋が設置された。
この際、線形も変更された。1998年3月13日終電後に大規模工事を行い、以前は、下りは1ホームのみ、上りは島式ホーム2面で緩急接続できる構造であった（ただし、待避のみで緩急接続はなかった）。改良後は、下り、上りとも1ホームの形になり、緩急接続できない構造となった。旧ホーム跡地に通過線が設置され、中井駅とまったく同じ線形となった。
各ホーム間を連絡する跨線橋にはエレベーターとエスカレーターが設置されている。トイレは上りホームの跨線橋下（エレベーター付近）にあり、ユニバーサルデザインの一環として「だれでもトイレ」（多機能トイレ）を併設している。
南口の改札脇には2010年12月12日まで小さな売店があったが、その後改修工事を行い、2011年2月2日にTOMONYとしてリニューアルオープンした。
その後、TOMONYは2018年頃に自販機に置き換えられた。
2016年　井荻駅南北地下歩道にエレベーターが設置された。

### のりば
| ホーム | 路線   | 方向 | 行先                   |
| ------ | ------ | ---- | ---------------------- |
| 1      | 新宿線 | 下り | 所沢・本川越・拝島方面 |
| 2      | 新宿線 | 上り | 高田馬場・西武新宿方面 |

## 利用状況
2024年（令和6年）度の1日平均乗降人員は18,679人であり、西武鉄道全92駅中52位。
近年の1日平均乗降・乗車人員の推移は下記の通り。
| 年度               | 1日平均 乗降人員 | 1日平均 乗車人員 | 出典     |
| ------------------ | ---------------- | ---------------- | -------- |
| 1990年（平成02年） |                  | 9,570            | [ * 1 ]  |
| 1991年（平成03年） |                  | 9,724            | [ * 2 ]  |
| 1992年（平成04年） |                  | 9,578            | [ * 3 ]  |
| 1993年（平成05年） |                  | 9,375            | [ * 4 ]  |
| 1994年（平成06年） |                  | 9,397            | [ * 5 ]  |
| 1995年（平成07年） | 18,782           | 9,331            | [ * 6 ]  |
| 1996年（平成08年） | 18,751           | 9,305            | [ * 7 ]  |
| 1997年（平成09年） | 18,437           | 9,101            | [ * 8 ]  |
| 1998年（平成10年） | 18,250           | 9,082            | [ * 9 ]  |
| 1999年（平成11年） | 18,187           | 9,074            | [ * 10 ] |
| 2000年（平成12年） | 18,287           | 9,176            | [ * 11 ] |
| 2001年（平成13年） | 18,564           | 9,327            | [ * 12 ] |
| 2002年（平成14年） | 18,809           | 9,459            | [ * 13 ] |
| 2003年（平成15年） | 19,113           | 9,624            | [ * 14 ] |
| 2004年（平成16年） | 19,273           | 9,724            | [ * 15 ] |
| 2005年（平成17年） | 19,315           | 9,745            | [ * 16 ] |
| 2006年（平成18年） | 19,621           | 9,913            | [ * 17 ] |
| 2007年（平成19年） | 20,099           | 10,143           | [ * 18 ] |
| 2008年（平成20年） | 20,475           | 10,336           | [ * 19 ] |
| 2009年（平成21年） | 20,080           | 10,125           | [ * 20 ] |
| 2010年（平成22年） | 19,602           | 9,874            | [ * 21 ] |
| 2011年（平成23年） | 19,176           | 9,628            | [ * 22 ] |
| 2012年（平成24年） | 19,456           | 9,795            | [ * 23 ] |
| 2013年（平成25年） | 19,863           | 10,022           | [ * 24 ] |
| 2014年（平成26年） | 19,615           | 9,890            | [ * 25 ] |
| 2015年（平成27年） | 19,918           | 10,038           | [ * 26 ] |
| 2016年（平成28年） | 20,105           | 10,134           | [ * 27 ] |
| 2017年（平成29年） | 20,174           | 10,159           | [ * 28 ] |
| 2018年（平成30年） | 20,299           | 10,222           | [ * 29 ] |
| 2019年（令和元年） | 19,818           | 9,978            | [ * 30 ] |
| 2020年（令和02年） | 14,877           |                  |          |
| 2021年（令和03年） | 15,797           |                  |          |
| 2022年（令和04年） | 17,126           |                  |          |
| 2023年（令和05年） | 17,843           |                  |          |
| 2024年（令和06年） | 18,679           |                  |          |

## 駅周辺
- 環八通り（東京都道311号環状八号線）
  - 井荻トンネル

### 北口
- 井草森公園
- 杉並区立井草児童館
- サミットストア 井荻駅前店

### 南口
- 杉並区役所 井草区民事務所
- 杉並区井草地域区民センター
- 杉並区立柿木図書館
- 杉並区立四宮小学校
- 杉並区立桃井第五小学校
- 杉並区立中瀬中学校
- 杉並区立井荻中学校
- 井荻駅前郵便局
- 西武井荻商店街（ポンテイイオギ）
- イオンマーケット（旧・ピーコックストア）井荻店 店内に、イオン銀行ATM、ファッションセンターしまむら 井荻店
- オーケー 下井草店
- ゲオ 井荻駅南口店
- りそな銀行 井荻支店
- 東京三協信用金庫 井荻駅前支店
- ボンズ
- シャフト
- ニチリョク本社
- まいばすけっと
- 三菱UFJ銀行キャッシュコーナー
- みずほ銀行キャッシュコーナー

### バス路線
環八通りの井荻踏切廃止後、駅前バスターミナルが整備され、ピーコックストア前に荻窪・西荻窪方面行き乗り場が新設された。しかし、荻11系統・石神井公園駅発と、荻17系統・練馬高野台駅発の荻窪駅行きについては、ピーコックストア前を通る路地に入らないため、200メートル先の環八通りに設けられた「井荻駅」停留所にのみ停車した。一方、ピーコック前の「井荻駅」を起点としている荻12・荻12-1系統・荻窪駅行きと、西50系統・西荻窪駅行きは、この停留所を出たあと、環八通り側の「井荻駅」にも停車するという形で、二つの「井荻駅」に停車していた。それが原因となる混乱もあったため、2008年2月16日からは環八通り側の停留所を「井荻駅入口」に変更した。

#### 井荻駅
- 西武バス
  - 荻12・荻12-1 - 荻窪駅行
- 関東バス
  - 荻12 - 荻窪駅行
  - 西50 - 西荻窪駅行
  - 青梅街道営業所行

#### 井荻駅入口
のりば番号に関しては関東バス公式サイト「関東バスナビ」で表示される便宜上の番号であり、実際には何も表記されていない。
のりば1
- 西武バス
  - 荻11 - 石神井公園駅南口行
  - 荻17 - 練馬高野台駅行
  - 荻12-1 - 南田中車庫行
- 関東バス
  - 荻11 - 石神井公園駅行

のりば2
- 西武バス
  - 荻11・荻12・荻12-1・荻17 - 荻窪駅行
- 関東バス
  - 荻11・荻12 - 荻窪駅行
  - 西50 - 西荻窪駅行
  - 青梅街道営業所行

## 隣の駅
西武鉄道
 新宿線
■拝島ライナー・■快速急行・■通勤急行・■急行・■準急
通過
■各駅停車
下井草駅 (SS10) - 井荻駅 (SS11) - 上井草駅 (SS12)

## 将来の構想
東京都の交通計画で地下化が推奨されている。